# Oratorio Di Castro
L'Oratorio Di Castro, inauguré en 1914, est une synagogue romaine. Ce fut la deuxième synagogue, après la Grande synagogue de Rome, à être construite à Rome après l'unification de l'Italie. Elle est la première à être construite, via Cesare Balbo, en dehors des frontières historiques de l'ancien ghetto.

## Histoire
Dans l'ancien ghetto de Rome, un bâtiment (appelé Cinque Scole) abritait les lieux de culte de la communauté. Après l'unification de l'Italie en 1870, le bâtiment est démoli pour faire place au Tempio Maggiore de Rome, dont la construction est achevée en 1904.
En 1909, Grazia Pontecorvo, veuve de Salvatore Di Castro, lègue à sa mort ses biens à la communauté juive de Rome, avec l'engagement de construire une nouvelle synagogue dans le quartier d'Esquilin où de nombreuses familles juives s'étaient installées après l'abolition du ghetto.
Le nouveau bâtiment est construit pour desservir les communautés séfarade, ashkénaze et italienne et abriter une école. Bien que le projet ait été confié aux mêmes architectes et décorateurs du Tempio Maggiore de Rome, Osvaldo Armanni et Vincenzo Costa, ils ont conçu un bâtiment complètement différent. L'extérieur est simple et conforme à la conception des bâtiments résidentiels environnants. L'intérieur monumental est également loin des formes exotiques assyriennes-babyloniennes du Tempio Maggiore et suit plutôt la mode Art Nouveau de l'époque.
L'inauguration a lieu le 16 septembre 1914. Depuis, l'oratorio Di Castro est devenu un point de référence important pour les juifs romains. Le 24 septembre 2014, lors d'une cérémonie très suivie, toute la communauté juive de Rome s'est réunie dans la synagogue pour célébrer le centième anniversaire de sa construction.